# Bernhard Joseph Mäurer
Bernhard Joseph Mäurer   (1757 - 1841) fou un compositor que tocava diversos instruments, tot i destacar amb el piano i el violoncel. Posseïa sòlids coneixements teòrics i didàctics, per la qual cosa també es distingí com a notable professor de música. Dirigí diverses societats musicals i va escriure cantates, misses i altres obres de caràcter religiós, i algunes composicions instrumentals.